# Napoli Gianturco
Napoli Gianturco (wł: Stazione di Napoli Gianturco) – stacja kolejowa w Neapolu, w regionie Kampania, we Włoszech. Znajdują się tu 2 perony. Jest to również stacja linii 2 metra neapolitańskiego.